# Municipio de Robinson (condado de Allegheny)
El municipio de Robinson (en inglés: Robinson Township) es un municipio ubicado en el condado de Allegheny en el estado estadounidense de Pensilvania. En el año 2000 tenía una población de 12.289 habitantes y una densidad poblacional de 317.5 personas por km².

## Geografía
El municipio de Robinson se encuentra ubicado en las coordenadas 40°27′29″N 80°7′42″O / 40.45806, -80.12833.

## Demografía
Según la Oficina del Censo en 2000 los ingresos medios por hogar en la localidad eran de $55,263 y los ingresos medios por familia eran $66,807. Los hombres tenían unos ingresos medios de $46,750 frente a los $30,605 para las mujeres. La renta per cápita para la localidad era de $26,802. Alrededor del 6.6% de la población estaban por debajo del umbral de pobreza.